# Вивиани, Федерико
Федери́ко Вивиа́ни (итал. Federico Viviani; 24 марта 1992, Лекко) — итальянский футболист, полузащитник клуба «Брешиа».

## Карьера

### Клубная
Вивиани является воспитанником клуба «Рома». В 2011 году с приходом нового главного тренера Луиса Энрике молодой полузащитник быстро сумел завоевать место в составе главной команды. 18 августа 2011 года Федерико провёл полный матч против «Слована» из Братиславы, проходивший в рамках четвёртого квалификационного раунда Лиги Европы УЕФА 2011/12. Игра закончилась со счётом 0:1 в пользу словацкого клуба. В ответной игре Вивиани также принял участие, но чем-либо отметиться не смог: встреча закончилась со счётом 1:1. В итоге «Рома» не прошла в групповой этап Лиги Европы.
12 декабря 2011 года итальянец дебютировал в Серии A, выйдя в стартовом составе «Ромы» на матч с «Ювентусом» (1:1). 24 января 2012 года полузащитник провёл свой первый матч в Кубке Италии с тем же «Ювентусом». Встреча завершилась разгромом жёлто-красных 0:3.
6 июля 2012 года Федерико Вивиани был арендован «Падовой» на один сезон с правом приобретения футболиста.
7 июля 2017 года на правах годичной аренды пополнил состав дебютирующего в Серии A клуба СПАЛ. Контракт предполагает возможность выкупа футболиста.
В январе 2019 года Вивиани отправился в аренду во «Фрозиноне».

### Международная
С 2011 года Вивиани начал привлекаться к матчам юношеской сборной Италии. В её составе он участвовал в квалификационных играх к чемпионату Европы-2011 для игроков до 19 лет. 24 марта 2011 года футболист дебютировал в сборной Италии для игроков до 20 лет: он вышел на поле во встрече со сверстниками из Нидерландов. 25 апреля 2012 года Федерико сыграл свой первый матч за сборную Италии для футболистов до 21 года: он принял участие в игре против шотландцев.